# Māmari Waka
Das Māmari Waka war zusammen mit dem Ngātokimatawhaorua Waka in der Mythologie der Māori eines der ersten Kanus (Waka), die sich nach der Entdeckungsreise von Kupe und seiner Rückkehr nach Hawaiki, mit seiner Crew auf den Weg nach Neuseeland machten, um dort zu siedeln.

## Geschichte
Der Anführer des Māmari Waka soll Ruanui o Tane gewesen sein und auf dem zweiten Kanu Ruanuis älterer Bruder.
Nachdem Kupe von Neuseeland nach Hawaiki zurückgekommen war, berichtete er von seinen Entdeckungen. Er gab Ruanui o Tane und seinem Bruder navigatorischen Anweisungen, den Säulen von Wolken nach Südwesten zu folgen und bei Nacht den hellen Stern Atu-tahi (Canopus) links der Mangaroa (Milchstraße) als Orientierung zu nehmen. An Bord sollen 42 Auswanderer gewesen sein.
Nach erreichen Neuseelands fuhren sie zuerst die Westküste Northlands entlang, um dann von Ripito Beach aus wieder nach Norden zu segeln und nördlich und südlich von Hokianga Harbour an Land zu gehen und bei Whāngāpē Harbour und Ōmāmari zu siedeln.

## Iwi-Abstammung vom Māmari Waka
- Ngāpuhi
- Te Aupōuri
- Te Rarawa[1]